# Премия Европейской киноакадемии 1993
European Film Awards 1993 — премия Европейской киноакадемии (нем. Europäischer Filmpreis).

## Лауреаты и номинанты Премии 1993

### Лучший фильм
- Россия Урга — территория любви
- Австрия Видео Бенни
- Франция Сердце зимой

### Лучший фильм молодого режиссёра
- Великобритания Орландо, режиссёр Салли Поттер
- Бельгия Человек кусает собаку, режиссёры Реми Бельво, Андре Бонзель и Бенуа Пульворд
- Франция Подружка Антонио, режиссёр Мануэль Пурье

### Лучшая мужская роль
- Даниель Отой — Сердце зимой
- Ян Деклер — Данс
- Карло Чекки — Смерть неаполитанского математика

### Лучшая женская роль
- Майя Моргенштерн — Дуб
- Карла Гравина — Долгое молчание
- Тильда Суинтон — Орландо

### Лучшие достижения
- Ник Пауэлл и Стивен Вулли[1] — Жестокая игра
- Бенуа Пульворд[2] — Человек кусает собаку
- Отар Иоселиани[3] — Охота на бабочек

### Лучший документальный фильм
- Швеция  Det Sociala arvet , режиссёр Стефан Ярл

### Лучший документальный фильм — особое упоминание
- Польша 89 мм от Европы[4], режиссёр Марцель Лозинский
- Великобритания Человек, который любит Гари Линекера[4], режиссёр Стив Склер

### Заслуги премии
- Эрика Грегор, Ульрих Грегор и Наум Клейман

### Приз международной ассоциации кинокритиков
- Австрия Видео Бенни, режиссёр Михаэль Ханеке

### Награда за выслугу
- Италия Микеланджело Антониони